# ستاره شکننده

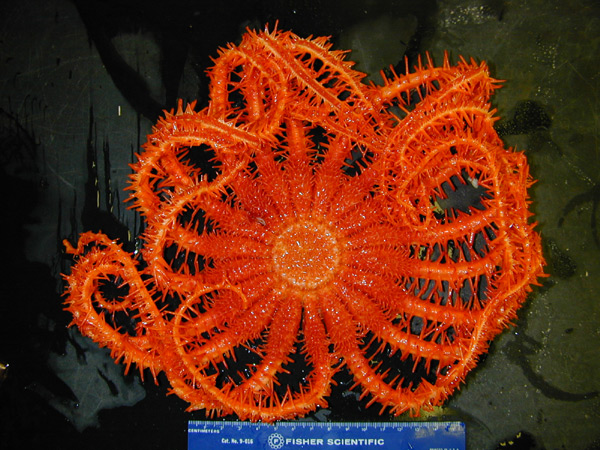

ستاره شکننده (به انگلیسی: Brittle star) جاندارانی از دسته خارپوستان هستند و بسیار شبیه ستاره دریایی هستند. این جانوران بیشتر در آب‌هایی با عمق بیش از ۵۰۰ متر زندگی می‌کنند.